# GamePark 32

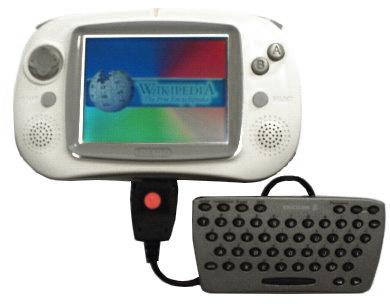
GamePark 32 Front-Lit Unit met Ericsson Chatboard

De GamePark 32 (GP32) is een handzaam, draagbare spelcomputer gemaakt door het Koreaanse bedrijf GamePark. Van buiten lijkt de GP32 op een Nintendo Gameboy Advance, maar er zijn duidelijke verschillen.
Deze draagbare spelcomputer is gebaseerd op een ARM9 CPU (De officiële specificaties beschrijven een snelheid van tussen de 33 MHz en 133 MHz als veilig. De meeste GP32 kunnen zonder problemen op een hogere snelheid draaien.), 8 MB RAM en als beschrijfbaar geheugen een SmartMedia-kaart (3.3v, dus maximaal 128 MB).
De SMC (SmartMediaCard) is te beschrijven via de GP32, die via een USB-kabel is verbonden met een computer. Ook kan een externe SMC-reader worden gebruikt. De firmware voor de GP32 is gehackt om door middel van converter de GP32 ook SD-kaarten te kunnen lezen maar op dit moment zijn daar nog weinig details over.
De GP32 kan gebruikt worden om spellen te spelen, MP3's/OGG/WMA/WAV/etc te beluisteren of om DivX (4.12) of XviD videobestanden te bekijken. (Op 128 MB past soms wel 2 uur film), of om afbeeldingen te kijken (verschillende formaten), ook E-books en andere tekstbestanden kunnen gelezen worden op de GP32.
Er zijn 4 gangbare versies van de GP32 te krijgen:
1. De 'gewone' GP32, zoals GamePark hem altijd heeft geproduceerd. Geen verlicht scherm.
2. De 'FLU' GP32, FLU = Front Lit Unit, een verlichte versie. Gemodificeerd door Hahotech.
3. De 'BLU', BLU = Back Lit Unit, de door GamePark gemaakte verlichte GP32. Verlicht het lcd van achteren.
4. De BLU+, identiek aan de BLU met uitzondering van het lcd-scherm waardoor er kleine problemen ontstaan met enkele programma's.

Hoewel het een goed systeem is, is het aanbod van commerciële spellen gering. Er zijn een 20 spellen verkrijgbaar, waaronder 4 voor Europa geschikt zijn. De GP32 is echter Open-Source wat inhoudt dat iedereen met programmeerkennis aan de slag kan gaan met de GP32 zonder hiervoor licentiekosten te hoeven betalen, en zijn er dus genoeg 'homebrew' programma's te krijgen. Waaronder indrukwekkende ports van de spellen Doom, Wolfenstein en Quake.
De firmware en BIOS van de GP32 zijn te overschrijven en op dit moment zijn er enkele verbeteringen van de standaard firmware beschikbaar die extra mogelijkheden aan de GP32 toevoegen zoals de mogelijkheid om een ander menu te kiezen.
Ook qua hardware doen de zelfbouwers het goed: er is nu al een 32/64 MB RAM uitbreiding gedaan en ook is er een extern chatboard gemaakt. Het toetsenbord maakt het mogelijk een versie van Linux te draaien en direct tekst in te voeren bij programma's die dit ondersteunen.
Normaal verkrijgbare accessoires:
- Wireless-uitbreiding, zodat je draadloos met 4 GP32's samen kan spelen.
- SmartMedia-kaartjes, tot 128 MB 3.3v

GamePark heeft verschillende varianten gemaakt van de GP32, zoals de GP-i, een mobiele telefoon met een ingebouwde GP32. Deze kon Linux en Windows CE draaien. Deze heeft nooit het licht gezien.
Specificaties:
- Grootte: 147mm x 88mm x 34mm
- Gewicht: 163g.
- Scherm: 3,5"-tft, 16 bits kleuren, 320x240 pixels
- CVE: ARM920, 33-133 MHz (loopt standaard 66 MHz)
- RAM: 8 MB SDRAM
- ROM: 512 Kb Flashable
- Geluid: 44,1 kHz, 16 bits-Stereo
- 4-kanaals WAV mixing
- 16-part polyphonic MIDI
- Koptelefooningang (Stereo)
- Stereospeakers
- Opslag: SmartMedia 8 MB-128 MB 3.3v
- 2 AA-batterijen of 3V gelijkspanningsadapter
- USB aansluiten voor connectie met pc
- Aansluiting voor GP32-uitbreiding (draadloos)

Spelcomputers · Draagbare spelcomputers (Lijst van draagbare spelcomputers)